# 保罗·路斯沙巴吉那
保罗·路斯沙巴吉那（1954年6月15日—），卢旺达人權活動家。他曾是一名商人，曾擔任千丘酒店的经理，身为胡图族的他利用自己酒店经理的身份，在卢旺达大屠杀中保护了1268名图西族和胡图族难民。他的故事被改編为电影《卢旺达饭店》。後來他和妻子和孩子们移居布鲁塞尔，開始批判盧旺達政府，並成立反對黨「卢旺达民主改革运动」（Rwandan Movement for Democratic Change，MRCD）。他因为在卢旺达大屠杀中保护难民的事迹，获得了多项国际性人权与自由奖章，包括2005年9月由時任美國总统布什授予的美国总统自由勋章；以及同年10月由密歇根大学授予的瓦倫伯格獎章（Wallenberg Medal）等。
2020年8月31日，路斯沙巴吉那遭卢旺达当局指控他是极端恐怖组织创办人、领导人和赞助人，包括协助策动2018年多起袭击，涉及纵火和谋杀无辜平民的恐怖主义罪名下被捕。路斯沙巴吉那成立的基金会和两名女儿都声称他是被绑架回国，引起美国的关注。美国国务院非洲事务局助理国务卿蒂博尔·P·纳吉指出，希望卢安达政府提供人道待遇、遵从法治并提供路斯沙巴吉那公正和透明的法律程序。
2020年9月15日，路斯沙巴吉那被指控包括恐怖主义、资助并创立好战组织、谋杀、纵火以及共谋让小孩加入武装团体等13桩罪名。路斯沙巴吉承认成立武装团体「民族解放阵线」作为武装侧翼，但否认和这个团体的犯罪行为有关连，并强调他负责的只是外交事务。
2021年9月20日，他被判犯有与恐怖主义有关的指控。在法庭诉讼期间，他谴责总统保罗·卡加梅并报告说他流亡后遭绑架回到卢旺达接受审判。2023年3月24日，在美國及卡塔爾斡旋下，魯塞薩巴吉納提早獲釋，其後他返回美國與家人團聚。

## 早年生活，教育和家庭
保罗·路斯沙巴吉那於1954年出生。他的父母親在他小的時候，將他送到基督復臨安息日會營運的一所學校。到他13歲時，他的英文與法文能力已經和盧安達語一樣了。